# Iniforis carmelae
Iniforis carmelae is een slakkensoort uit de familie van de Triphoridae. De wetenschappelijke naam van de soort is voor het eerst geldig gepubliceerd in 1993 door Rolán & Fernández-Garcés.